# Zona del Jalón en Castilla y León
La zona del Jalón de Castilla y León está ubicada al este de dicha Comunidad, en la provincia de Soria. Se asienta sobre el macizo de Sierra Ministra, con cotas que oscilan entre 800 y 1 300 m. La totalidad de la subcomarca pertenece a la cuenca hidrográfica del Ebro, siendo atravesada de oeste a este por el río Jalón. El terreno es preferentemente calizo, con un enclave silíceo en el noreste. En las cercanías de Medinaceli se encuentran suelos de características salino – yesosas. El clima es seco, con precipitación media anual inferior a 500 mm, con veranos cálidos e inviernos frescos.
Los pueblos ubicados en dicha zona son:
- Almaluez
- Arcos de Jalón
- Cañamaque
- Carabantes
- Cihuela
- Deza
- Fuentelmonge
- Medinaceli
- Monteagudo de las Vicarías
- Santa María de Huerta
- Serón de Nágima
- Torlengua